# Village Plaza
Village Plaza es un centro comercial ubicado en La Puntilla, Ecuador. El complejo es propiedad de Corporación Favorita, y fue inaugurado el 21 de abril de 2010.
El centro comercial ocupa un área de 45,000 metros cuadrados y cuenta con 100 locales comerciales, un patio de comidas, varios restaurantes independientes, sala de bolos y otros lugares de distracción. El costo de construcción del complejo superó los 25 millones de dólares.
Algunas tiendas del centro comercial son:
- Adidas
- Quicksilver
- De Prati
- Domino's Pizza
- Kentucky Fried Chicken
- Subway
- Aéropostale
- Baskin Robbins
- Marathon Sports
- Megamaxi